# 保護接地スイッチ
保護接地スイッチ（ほごせっちスイッチ、Emergency Ground Switch）とは、架線を強制的に地絡させ、変電所からの送電を停止させる装置である。「EGS」とも呼ばれる。

## 概要
交流電化区間を走る機関車や電車に装備され、車両の遮断器または遮断器より架線側の故障時等における緊急の電源遮断や、検査修繕作業時に特高圧回路の作業を行う場合の感電事故防止に使われる。交流電化で架線に印加されている電圧は日本においては20ないし25 kVを用いており接近するだけで感電・地絡を起こし非常に危険である。整備時は保護接地スイッチを投入し、かつ、架線を交流電源から切り離すが、間違って高電圧がかけられた状態で架線へパンタグラフが近付くと車体下部で点検をしている作業者に対し極めて危険である。パンタグラフはカギ爪でロックされているだけのものなので、あらかじめパンタグラフ自身を接地（レールと短絡）させておくことは、感電防止対策上極めて重要である。
保護接地スイッチはまた、車両・線路・電気設備の異常発見時や列車事故時などで現場に向かってくる列車を止める手配（列車防護）手段としても用いられる。パンタグラフを上げた状態で保護接地スイッチを投入するとパンタグラフを通じて架線が強制的にレールと接続される。変電所は架線（電車線）の地絡・短絡の検知により送電を停止し、架線無電圧を検知した新幹線電車は非常ブレーキ動作する。このことは高速運転のため列車防護区間が遠距離に及ぶ新幹線において重要な列車防護手段とされている。

## 動作原理
運転台の「保護接地入スイッチ」を押すことにより、パンタグラフの根本にあるブレードが引き起こされパンタグラフと車体とを直接短絡する。パンタグラフが上げた状態もしくはパンタグラフの誤上昇により架線とレールとが短絡されることとなり、変電所の保護継電器は架線の故障を検出する。これにより変電所の遮断器が動作し送電が自動的に停止される。